# Камчатская ТЭЦ-1
Камчатская ТЭЦ-1 (ранее — Петропавловск-Камчатская ТЭЦ) — крупнейшая тепловая электростанция Камчатского края. Расположена в г. Петропавловске-Камчатском (на северо-восточном берегу Авачинской бухты), эксплуатируется ПАО «Камчатскэнерго» (входит в группу РусГидро).

## Конструкция станции
Камчатская ТЭЦ-1 представляет собой тепловую электростанцию (теплоэлектроцентраль) с комбинированной выработкой электроэнергии и тепла. Установленная мощность электростанции — 204 МВт, установленная тепловая мощность — 289 Гкал/час. Тепловая схема станции выполнена с поперечными связями по основным потокам пара и воды. Основное топливо — природный газ газоконденсатного месторождения в Соболевском районе Камчатского края, резервное топливо — мазут. Основное оборудование станции включает в себя:
- турбоагрегат № 4 мощностью 44 МВт, в составе турбины Р-44-9,0/1,2 и генератора ТВФ-60, введён в 1970 году;
- турбоагрегат № 5 мощностью 55 МВт, в составе турбины К-50-90-4 и генератора ТВФ-63-2, введён в 1975 году;
- турбоагрегат № 6 мощностью 50 МВт, в составе турбины Т-50-90 и генератора ТВФ-63-2, введён в 1977 году;
- турбоагрегат № 7 мощностью 55 МВт, в составе турбины К-50-90-4 и генератора ТВФ-63-2УЗ, введён в 1980 году, находится в консервации.

Пар для турбин вырабатывается при помощи 8 котлов БКЗ-135-100ГМ (из них 5 находится в консервации) и 3 котлов БКЗ-120-100ГМ (из них один находится в консервации). Электроэнергия в энергосистему выдается с закрытого распределительного устройства (ЗРУ) напряжением 110 кВ.

## История строительства и эксплуатации
Изначально Петропавловск-Камчатская ТЭЦ проектировалась как ведомственная, для нужд судоремонтной верфи, но после образования РЭУ «Камчатскэнерго» была передана в его ведение. Строительство станции было начато в сентябре 1964 года и велось Минрыбхозом СССР. Проект предусматривал установку двух паровых турбин мощностью по 12 МВт и двух котлов производительностью 120 тонн пара в час. Электростанция сооружалась для покрытия электрических и тепловых нагрузок судоремонтной верфи и коммунальных нужд близлежащего района. Строительство осложнялось рядом ошибок в проектной документации: в котельной зале не были предусмотрены подъёмные устройства, решения по химводоочистке не учитывали влажный морской климат в регионе строительства, отсутствовала причальная стенка для швартовки сухогрузов с тяжеловесным оборудованием, не был предусмотрен причал для приёмки нефтетанкеров. Первый пусковой комплекс станции был введен в эксплуатацию 30 мая 1965 года, электростанция начала работать синхронно с энергопоездом судоверфи. В качестве проектного топлива изначально использовался флотский мазут, позднее станция была переведена на топочный мазут. Приёмка мазута осуществлялась с танкеров по паромазутопроводу.
Строительство второй и третьей очередей станции началось в 1968 году. С 1969 по 1979 год на станции было установлено пять турбин и восемь котлоагрегатов, построена мазутонасосная станция. В 1980 году станция вышла на проектную мощность.
В 1993 году администрацией Камчатского края было принято решение о газификации основных энергетических объектов края на основе запасов местного Кшукского и Нижне-Квакчинского газоконденсатных месторождений. К 2010 году в рамках инвестиционного проекта Газпрома был построен газопровод «Соболево — Петропавловск-Камчатский», что в 2011—2012 годах позволило перевести Камчатские ТЭЦ с дорогостоящего мазута на природный газ. В 2017 году мощность станции уменьшилась на 25 МВт в результате вывода из эксплуатации турбоагрегата № 3.
Камчатская ТЭЦ-1 функционирует в составе центрального энергоузла Камчатской энергосистемы, работающей изолированно от ЕЭС России. Энергоузел сформирован в южной части Камчатского края, где проживает основная часть населения. Синхронно с ТЭЦ-1 работают Камчатская ТЭЦ-2, Мутновская и Верхне-Мутновская геотермальные электростанции, гидроэлектростанции каскада Толмачёвских ГЭС. В зимний период ТЭЦ-1 работает по тепловому графику, практически без разгрузки в ночные часы, так как пиковая часть суточного графика электрической нагрузки покрывается станциями каскада Толмачёвских ГЭС. В летний период из-за нехватки пиковой электрической мощности разгрузка в ночные часы достигает 30 %. В целом станция загружена слабо, коэффициент использования установленной мощности (КИУМ) по состоянию на 2017 год составляет всего 12 %, в связи с чем существенная часть оборудования станции (один турбоагрегат и шесть котлов) находятся в консервации.